# Politische Memoriale Mecklenburg-Vorpommern
Der Verein Politische Memoriale M-V e.V. entstand 1996 als „Projektgruppe Gedenkstättenarbeit in Mecklenburg-Vorpommern“ und arbeitet als vom Land Mecklenburg-Vorpommern sowie der Bundeszentrale für politische Bildung anerkannter Träger der Weiterbildung. Der Verein erlangte 1998 seine Geschäftsfähigkeit.
Seit 2013 ist der Verein die Träger des Museums Grenzhus in Schlagsdorf. Das Grenzhus ist ein Informationszentrum zur innerdeutschen Grenze, die größte derartige Einrichtung in Mecklenburg-Vorpommern und das nördliche Informationszentrum im Biosphärenreservat Elbe-Schaalsee.

## Aktivitäten

### Politische Bildung
Im Mittelpunkt der Bildungsarbeit stehen:
- die gesellschaftlichen Auseinandersetzung mit der NS- und der DDR-Geschichte,
- die Arbeit gegen Rechtsextremismus, Antisemitismus und Fremdenfeindlichkeit, gegen eine vergangenheitsverklärende „Ostalgie“ sowie gegen alle totalitären, fundamentalistischen und gewaltorientierten Tendenzen und Strömungen in Politik, Öffentlichkeit und Kultur,
- eine stetige Reflexion der Erinnerungskultur unter Einbeziehung von Diktaturopfern und -tätern sowie Mitläufern,
- Beteiligung am internationalen Dialog über vergangene wie gegenwärtige Diktaturen sowie deren Folgen für Europa, vor allem in den neu aufgenommenen Mitgliedsländern der EU in Mittel- und Osteuropa.

Diesen Themen werden Seminare, Studienfahrten, Projekttagen und -wochen, thematischen Stadtführungen, Lesungen, Vorträge sowie Gespräche mit Opfern von Diktaturen organisiert.

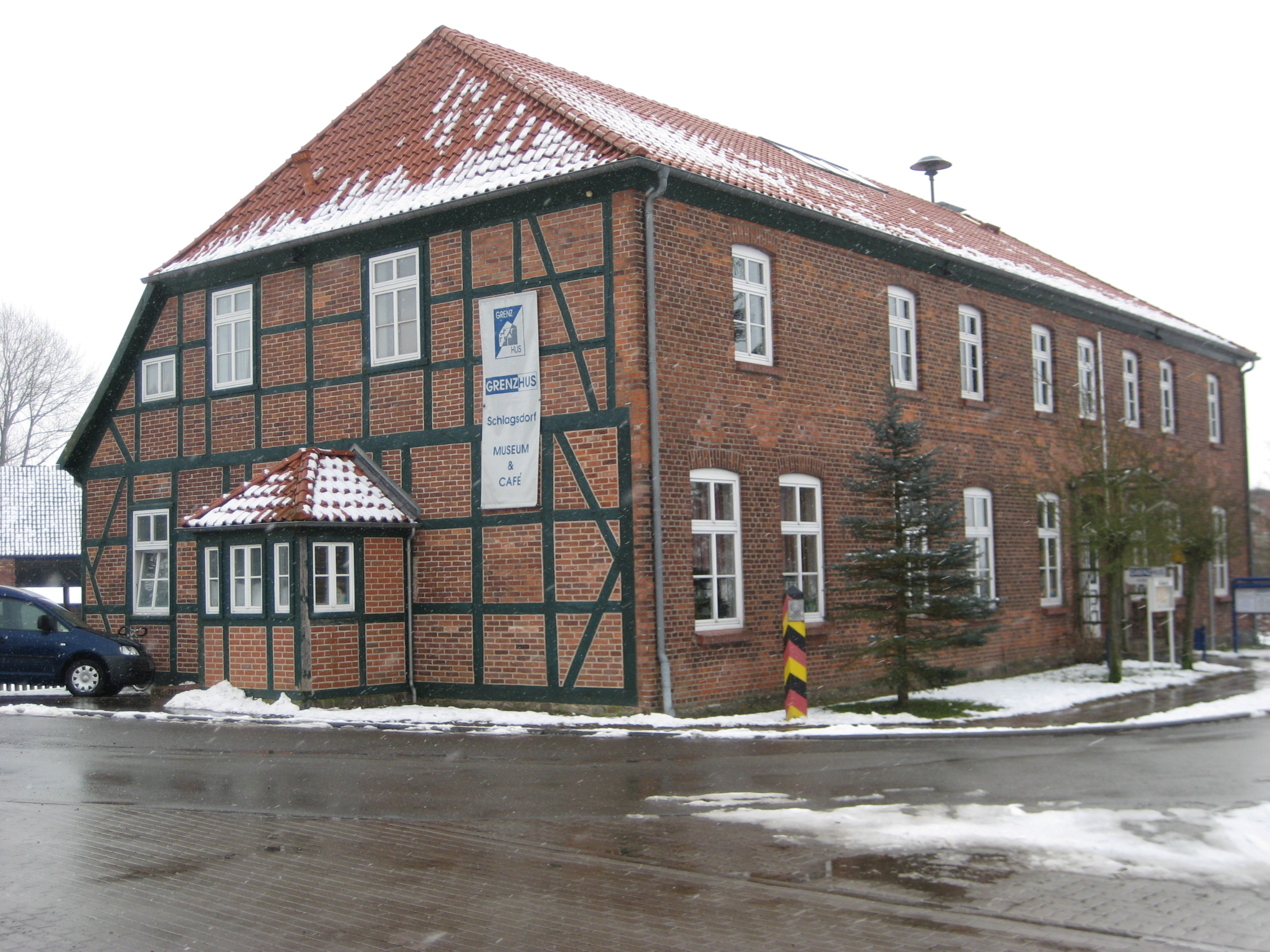
Museum Grenzhus

### Museum Grenzhus
Das Grenzhus dokumentiert den Lebensalltag der Menschen auf beiden Seiten der ehemaligen Grenze und verknüpft so die Gesellschaftsgeschichte mit dem Wandel des Naturraums. Das Grenzhus sammelt, bewahrt und erschließt Objekte und biographische Erinnerungen zur regionalen Geschichte der innerdeutschen Grenze.
Die Geschichte der innerdeutschen Grenze zwischen Ostsee und Elbe von 1945 bis 1990 sowie ihre Vor- und Nachgeschichte werden dokumentiert und in einen gesamtdeutschen und europäischen Zusammenhang eingebettet.